# Kosai
Kosai (湖西市 Kosai-shi?)  es una ciudad ubicada en la prefectura de Shizuoka, Japón. A 2019  de junio del  30, la ciudad tenía una población estimada de 59.770 en 24.232 hogares, y una densidad de población de 690 personas por km². El área total de la ciudad es de 85,65 kilómetros cuadrados (33,1 mi²). 

## Demografía
Según los datos del censo japonés, la población de Kosai ha sido relativamente estable en los últimos 30 años. 

## Clima
La ciudad tiene un clima caracterizado por veranos calurosos y húmedos e inviernos relativamente suaves (clasificación climática de Köppen Cfa). La temperatura media anual en Kosai es de 16.0 °C. La precipitación media anual es de 1942 mm con septiembre como el mes más lluvioso. Las temperaturas son más altas en promedio en agosto, alrededor de 27.3 °C, y el más bajo en enero, alrededor de 5.5 °C.